# بولشوی کامن
شهر بولشوی کامن (به روسی: Большой Камень) در کشور روسیه و در کرای پریمورسکی واقع شده‌است.